# Tetralobistes
Tetralobistes is een geslacht van kreeftachtigen uit de klasse van de Malacostraca (hogere kreeftachtigen).

## Soorten
- Tetralobistes bicentenarius Ayon-Parente & Hendrickx, 2010
- Tetralobistes weddellii (H. Milne Edwards, 1848)